# Carmelita Caetano Moniz

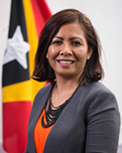
Carmelita Caetano Moniz

Carmelita Caetano Moniz (* 12. März 1969 in Lalawa, Cova Lima, Portugiesisch-Timor) ist eine Politikerin aus Osttimor. Sie ist  Mitglied der Partei Congresso Nacional da Reconstrução Timorense (CNRT). In der Partei ist Mitglied der Rechtskommission.

## Profil
Moniz hat ein abgeschlossenes Studium der Rechtswissenschaften. Seit 2007 ist sie Abgeordnete im Nationalparlament Osttimors. Moniz ist seitdem Mitglied der Rechtskommission des Parlaments (Kommission für konstitutionelle Angelegenheiten, Justiz, Öffentliche Verwaltung, lokale Rechtsprechung und Korruptionsbekämpfung – Kommission A). Seit 2017 war Moniz die Vorsitzende der Kommission A.
Nach der Auflösung des Parlaments 2018 trat Moniz bei den Neuwahlen am 12. Mai auf Listenplatz 14 der Aliança para Mudança e Progresso (AMP) an, zu der auch der CNRT gehört, zog erneut in das Parlament ein und wurde wieder Präsidentin der Kommission für konstitutionelle Fragen und Justiz (Kommission A), musste aber das Amt zugunsten eines einfachen Mitglieds in der Kommission A abgeben, als diese am 16. Juni 2020 umstrukturiert wurden.
Bei den Parlamentswahlen 2023 trat Moniz nicht mehr an.